# بول أوسارس
بول أوساريس (بالفرنسية: Paul Aussaresses؛ 07 نوفمبر 1918 - 03 ديسمبر 2013) هو جنرال في الجيش الفرنسي. مظلي،  رئيسًا للمخابرات قاتل خلال الحرب العالمية الثانية، والحرب الهندوصينية الأولى، وحرب الجزائر. التي أثرت لفترة طويلة شكوك حول وقوع فظائع خلالها لتنهي 132 عاماً من الحكم الفرنسي في الجزائر، هذه الفترة المحاطة بالسرية والتي آنذاك كانت جزءاً من فرنسا. إذ تمت الإشارة إليها فقط على أنها عملية للحفاظ على النظام، أثارت تصريحاته لاحقاً عن تلك تصرفاته خلال حرب الجزائر جدلاً كبيرًا في فرنسا والجزائر عن استخدامه للتعذيب خلال الحرب في الجزائر، التي اعترف باستخدامها لأول مرة في مقابلة مع صحفي من صحيفة لوموند في 2003. ومن ضمنها اعتراف أوساريس في كتابه (الخدمات الخاصة، الجزائر 1955-1957)، إعدام العربي بن مهيدي القائد السياسي العسكري لجبهة التحرير الوطني لمنطقة الجزائر العاصمة عام 1957، ما يكذب الأطروحة الرسمية التي قدمها الجيش الفرنسي في ذلك الوقت عن وفاته انتحاراً. في ديسمبر 2000، قال فيها إعرب  الجنرال أوساريس، أن التعذيب كان روتينياً وتغاضت عنه القيادة الفرنسية باعتباره أسرع وسيلة للحصول على معلومات حول أنشطة حرب العصابات، أنكرت فرنسا قيامها بالتعذيب، وفرضت رقابة على الصحف والكتب والأفلام التي قالت إنها مارست التعذيب. بعد ذلك، أدت السرية الرسمية والدعاية والنفور العام من الموضوع إلى إبقاء مناقشة الفظائع الفرنسية صامتة.
خلال الحرب العالمية الثانية، شارك في Jedburgh لتنسيق عمليات المقاومة في الأراضي المحتلة من قبل الجيش الألماني. شارك في خلق صدمة ال11، الجناح المسلح لSDECEE (سلف من DGSE)، قبل أن يشارك في حرب الهند الصينية والحرب في الجزائر. بعد الحرب، وقال انه يعلم تقنيات ضد التمرد في فورت براج، والولايات المتحدة، قبل أن تتم ترقيته إلى رتبة عقيد وتعيينه في القسم الفرنسي من الموظفين الدوليين من منظمة حلف شمال الأطلسي.  عُيَّن ملحقا عسكريا في البرازيل في عام 1973 خلال الديكتاتورية العسكرية في البرازيل، حيث يدرس بناء على تعليمات من الحرب في أدغال مركز ماناوس. عملت Aussaresses فيما بعد تاجر السلاح للشركة طومسون. بعد أن كشف عن التعذيب خلال حرب الجزائر في العالم وكتابه في الخدمات الخاصة، الجزائر 1955-1957، تم تجريده من له وسام جوقة الشرف، ضحية التهديدات والهجمات 3، فإنه مع ذلك سوف تنشر في عام 2008 كتابه الثاني الكشف ليس لدي أي dit5. في الجزء الأخير من حياته ارتدى رقعة على عينه اليسرى، التي فقدت نتيجة لعملية من cataracte5.

## نشأته
ولد في 07 نوفمبر 1918 في سان بول كاب دي جو، في تارن (إقليم فرنسي)

## الحرب ضد الجزائر
اعترف أوساريس في مذكراته صدرت عام 2001 يقر فيها بممارسة التعذيب، وقال إنه أشرف شخصيا على تعذيب وقتل الشهيد العربي بن مهيدي وعلي بومنجل 
وأعلن اوساريس انه ليس “نادما أو آسفا”، قائلا إنه تم اقرار التعذيب على أعلى المستويات بالحكومة الفرنسية وكان ذلك ضروريا للحصول على معلومات استخبارية.
وبموجب شروط العفو ما بعد الحرب لم يكن بالمستطاع محاكمته بارتكاب جرائم حرب.
وبدلا من ذلك، حوكم وادين لكونه اعتذر عن جرائم الحرب – وهي جريمة يعاقب عليها بالغرامة. كما جرى تجريده من رتبته العسكرية ووسام جوقة الشرف وهو أعلى الأوسمة في فرنسا.

## وفاته
توفي الجنرال الفرنسي الذي كان يعيش بعين واحدة بول اوساريس المشهور بدفاعه عن استخدام القوات الفرنسية للتعذيب في الجزائر عن عمر يناهز 95 عاماً، حسبما أعلن اتحاد المظليين السابقين الأربعاء 3 ديسمبر 2013.
وأعلن اتحاد كي اوزيه جانيه (من يتجرأ يفوز) وفاة الجنرال المتقاعد بول اوساريس على موقعه الإلكتروني. ولم يذكر البيان متى توفي الجنرال بالتحديد ولكن قال إنه كان محجوزا في المستشفى “منذ فترة”.
وكان اوساريس وهو بطل المقاومة ضد النازية خلال الحرب العالمية الثانية، شخصية مثيرة للجدل في فرنسا
و أقيمت جنازة للجنرال أوساريس يوم الثلاثاء 10 ديسمبر 2014 في بلدة باران حيث كان يعيش.

## أقواله
قال لصحيفة الفرنسية Éditions du Rocher 2008 : كل شيء في نهاية المطاف هو لخدمة فرنسا